# Scopula pulverosa
Scopula pulverosa är en fjärilsart som beskrevs av Louis Beethoven Prout 1934. Scopula pulverosa ingår i släktet Scopula och familjen mätare. Inga underarter finns listade.